# カウペンス (空母)
カウペンス (USS Cowpens, CV/CVL-25) は、アメリカ海軍の航空母艦。インディペンデンス級の4番艦。艦名はアメリカ独立戦争におけるカウペンスの戦いに因む。マイティ・モー (The Mighty Moo) の愛称で呼ばれた。

## 艦歴
「カウペンス」はニュージャージー州カムデンのニューヨーク造船所で1941年11月17日に「ハンティントン (USS Hunttington, CL-77) の艦名で軽巡洋艦として起工する。マーガレット・H・スプルーアンス（ウィリアム・ハルゼー中将の娘）によって1943年1月17日に命名・進水し、同年5月28日にR. P. マコーネル艦長の指揮下就役した。7月15日に空母 (CVL-25) へ艦種変更された。その後、8月29日にペンシルベニア州フィラデルフィアを出港し、9月19日に真珠湾に到着した。

### 1943年 - 1944年
「カウペンス」は第14任務部隊（アルフレッド・E・モントゴメリー少将）と共に10月5日、6日にウェーク島を攻撃。その後真珠湾に帰投し、マーシャル諸島攻略の準備に入る。11月10日に配属変更となり11月19日と24日にミリ環礁、マキン環礁を攻撃、12月4日にはクェゼリン環礁、ウォッジェ環礁を攻撃。12月9日に帰投する。
1944年に入り、「カウペンス」は第58任務部隊（マーク・ミッチャー少将）に加わり、1月16日に真珠湾を出港、マーシャル諸島攻略に入る。「カウペンス」の艦載機は、1月31日に行われる上陸に先立ってクェゼリンおよびエニウェトク環礁への攻撃を行った。任務部隊は無血占領したマジュロを拠点とし、2月16日、17日にトラック島への攻撃を行い、21日、22日にはマリアナ諸島へ攻撃を行っている。3月4日に真珠湾に入港した後、第58任務部隊は再びマジュロからカロリン諸島への攻撃を行い、その後3月30日から4月1日にかけてパラオ、ヤップ島、ウルシー環礁、ウォレアイ環礁を攻撃。「カウペンス」は艦載機を対空、対潜哨戒任務に提供した。4月21日から28日まで行われたホーランジア攻撃の間、ニューギニア沖での任務を行い、その後4月29日と5月1日のトラック島、サタワン環礁、ポナペへの攻撃に参加、5月14日に訓練のためマジュロに帰還する。
1944年6月6日から7月10日まで「カウペンス」はマリアナ海域で作戦活動を行う。艦載機はサイパン島の地上部隊の支援を行い、硫黄島、パガン島、ロタ島、グアム攻撃の支援を行った。6月19日、20日のマリアナ沖海戦では多数の敵機を撃墜している。その真珠湾で短期間のオーバーホールを受け、8月17日にエニウェトクで第58任務部隊と再合流する。29日にパラオ攻略の事前攻撃を行った後、9月13日から17日までは第38任務部隊を一時離れてモロタイ島上陸支援部隊に加わり、任務部隊に再合流すると21日から24日までルソン島に対する攻撃、偵察任務に従事する。
任務部隊は10月10日から14日まで沖縄及び台湾の日本軍基地攻撃を行い、10月12日からの台湾沖航空戦で重巡洋艦「キャンベラ」および軽巡「ヒューストンが雷撃を受け大破し、曳航されてウルシーに避退することとなった。この際、「カウペンス」は艦載機による航空支援を行った。ハルゼー大将は、傍受した日本側のラジオから大勝利を連呼する放送が流れ、日本側が「アメリカ艦隊全滅」と信じきっていると感じた。ハルゼーは罠を仕掛けることとし、「ヒューストン」と「キャンベラ」を中心に囮部隊である第30.3任務群を臨時編成し、これを「敗残アメリカ艦隊」に仕立て上げ、その「敗残艦隊」から適度に離れた場所に2つの任務群を置き、罠に引っかかって出てきた日本のあらゆる部隊を一網打尽にしようと企てたが上手く行かず、航空部隊が「ヒューストン」にもう1本の魚雷を命中させた。

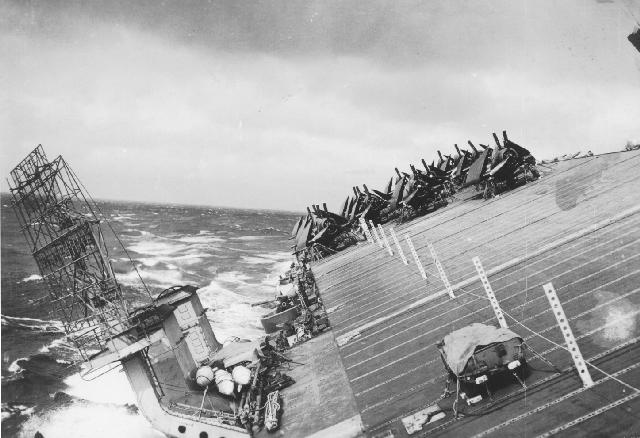
コブラ台風で右舷側に大きく傾斜する「カウペンス」。

「カウペンス」が属する第38.1任務群（ジョン・S・マケイン・シニア中将）は補給のためウルシーへの帰投途中、日本艦隊がレイテ島へ接近する報告を受け、「カウペンス」は任務群ともども反転して戦場に急行、スリガオ海峡海戦で残存日本艦隊を追撃する僚艦のため艦載機による偵察を行った。フィリピン海域での戦闘では11月から12月にわたってルソン島へ艦載機による攻撃を繰り返している。12月18日、任務部隊はコブラ台風に遭遇。「カウペンス」では格納庫甲板で火災が発生し、乗員の一人といくつかの艦載機、設備を失うが、熟練した乗組員による対処で火災は約2時間で消し止められ、大きな損害を被ることはなかった。被害を修復するため、12月21日にウルシーに帰投した。

### 1945年
1944年12月30日から1945年1月26日の間、「カウペンス」は任務部隊と共にリンガエン湾上陸支援に向けて南シナ海に向けて航海中であった。「カウペンス」の艦載機は1月の間、台湾、ルソン、インドシナ海岸および香港 - 広東地域、沖縄に対して攻撃を行った。任務部隊は2月10日から硫黄島上陸部隊の支援を行い、2月19日から22日までは上陸支援のため関東地区への攻撃を行った。3月1日には沖縄に対しても攻撃を行っている。その後「カウペンス」は本国に帰投し、サンフランシスコでオーバーホールを行った。
真珠湾で訓練の後、「カウペンス」は6月13日にレイテ島サンペドロ湾に向けて出航した。途中、同じくサンペドロ湾に向かう空母「レキシントン」および「ハンコック」と第12.4任務群（ラルフ・E・ジェニングス少将）を構成。任務群は6月20日にウェーク島を攻撃し、艦載機は新型の白燐爆弾で攻撃した。サンペドロ湾に到着すると第38任務部隊（ジョン・S・マケイン・シニア中将）に再合流する。7月1日、任務部隊は日本本土に対する最終攻撃のため出撃し、7月10日以降、東京や呉を始めとして本州、北海道の様々な都市に対して8月15日まで艦載機による攻撃を行った。「カウペンス」は第38.4任務群（アーサー・W・ラドフォード少将）に加わり、その艦載機は7月14日と15日に室蘭を攻撃し、7月16日には横須賀に潜んでいた戦艦「長門」を攻撃した。7月24日の呉軍港空襲にも参加している。

### 戦後
戦争が終結すると、「カウペンス」は上陸が始まる8月30日まで東京湾に留まり、その後日本の残存艦艇や飛行場に対する写真偵察任務に従事、戦時捕虜収容所への供給任務を行った。「カウペンス」からの要員は連合軍が横須賀飛行場を再使用する際に配置された。1945年11月8日から1946年1月28日の間に「カウペンス」は復員兵輸送のマジック・カーペット作戦で真珠湾、グアム、沖縄への二度の航海を行った。
「カウペンス」は1946年12月3日にメア・アイランドで予備役となり、1947年1月13日に退役した。その後、1959年5月15日に航空機輸送艦 (AVT-1) として艦種変更されたが、同年11月1日に除籍され、スクラップとして売却された。
「カウペンス」は第二次世界大戦での戦功により海軍部隊章および12の従軍星章を受章した。